# Antarctica (альбом)
Antarctica — альбом 1980 року грецького композитора Вангеліса. Саундтреки до фільму «Антарктика» Курагари Корейосі. Електронна синтезаторна музика альбому гарно співвідноситься з пейзажами снігової пустелі та трагедії, що розгортається у фільмі.

## Список композицій
Автор музики Vangelis. 
| #  | Назва                      | Тривалість |
| -- | -------------------------- | ---------- |
| 1. | «Theme from Antarctica»    | 7:29       |
| 2. | «Antarctica Echoes»        | 5:58       |
| 3. | «Kinematic»                | 3:50       |
| 4. | «Song of White»            | 5:17       |
| 5. | «Life of Antarctica»       | 5:59       |
| 6. | «Memory of Antarctica»     | 5:30       |
| 7. | «Other Side of Antarctica» | 6:56       |
| 8. | «Deliverance»              | 4:30       |